# اداره مالیات و تجارت الکل و دخانیات
اداره مالیات و تجارت الکل و دخانیات، با نام قانونی اداره مالیات و تجارت و اغلب به TTB خلاصه می‌شود، دفتری از وزارت خزانه داری ایالات متحده است که مالیات بر تجارت و واردات الکل، تنباکو و سلاح گرم را در داخل ایالات متحده تنظیم و جمع‌آوری می‌کند.
اداره مالیات و تجارت در ۲۴ ژانویه ۲۰۰۳، زمانی که قانون امنیت داخلی سال ۲۰۰۲ تصویب گردید، اداره الکل، تنباکو و سلاح گرم (ATF) را به دو سازمان جدید با وظایف جداگانه تقسیم کردکه باعث ایجاد آن شد. به‌طور خاص، این قانون، اداره الکل، تنباکو و سلاح گرم و وظایف اجرای قانون آن را از وزارت خزانه داری به وزارت دادگستری منتقل کرد. سایر وظایف اداره الکل، تنباکو و سلاح گرم، مربوط به جمع‌آوری مالیات و تنظیم تجارت قانونی، در وزارت خزانه داری باقی ماند و بخشی از اداره مالیات و تجارت شد.
عملیات میدانی اداره مالیات و تجارت الکل و دخانیات به پنج بخش سازماندهی شده‌است:
1. مرکز درآمد ملی: بازده‌ها، گزارش‌ها و ادعاها را با هم تطبیق می‌دهد. برنامه‌ها را نمایش می‌دهد و به سرعت مجوزها را صادر می‌کند. و برای اطمینان از جمع‌آوری عادلانه و مناسب درآمد و امنیت عمومی، کمک‌های فنی تخصصی را برای صنعت، مردم و سازمان‌های دولتی ارائه می‌کند.[۴]
2. مدیریت ریسک: برنامه‌های نظارتی را برای جمع‌آوری درآمدهای دولت فدرال و حفاظت از مردم ایجاد، اجرا و حفظ می‌کند و تضمین می‌کند که منابع به‌طور مؤثر استفاده می‌شوند.[۵]
3. ممیزی مالیاتی: پرداخت صحیح مالیات غیر مستقیم الکل، تنباکو، اسلحه گرم و مهمات را تأیید می‌کند و از تبعیت مالیات دهندگان با قوانین و مقررات به نحوی که از درآمد محافظت می‌کند، از مصرف‌کننده محافظت می‌کند و رعایت داوطلبانه را ترویج می‌کند، اطمینان حاصل می‌کند.[۶]
4. تحقیقات تجاری: شامل بازرسانی است که از انطباق صنعت با قوانین و مقررات اداره شده توسط TTB اطمینان حاصل می‌کنند.[۷]
5. بخش اجرای دخانیات: با نظارت بر تجارت داخلی تنباکو، اطمینان از ورود تنها متقاضیان واجد شرایط به تجارت تنباکو، اطمینان از رعایت قوانین مالیاتی مربوط به دخانیات، و تسهیل عملکردهای اجرایی TTB در موارد عدم رعایت، از درآمد محافظت می‌کند و انطباق داوطلبانه را ترویج می‌کند.[۸]

بخش تبلیغات، برچسب‌گذاری و فرمولاسیون (ALFD) طیف وسیعی از مقررات قانونی و انطباق با کد درآمد داخلی و قانون اداره فدرال الکل را اجرا می‌کند. این قانون واردکنندگان و سازندگان الکل نوشابه را ملزم می‌کند تا گواهی‌های تأیید برچسب یا گواهی‌های معافیت از تأیید برچسب کولا را برای اکثر نوشیدنی‌های الکلی قبل از معرفی آنها به تجارت بین ایالتی دریافت کنند. بخش تبلیغات، برچسب‌گذاری و فرمولاسیون روی این کولاها عمل می‌کند تا اطمینان حاصل کند که محصولات مطابق با قوانین و مقررات فدرال برچسب گذاری شده‌اند. همچنین فرمول‌های شراب و عرقیات مقطر، بیانیه‌های فرایند، و درخواست‌های پیش از واردات را که توسط واردکنندگان و صاحبان کارخانه‌های تقطیر داخلی، شراب‌سازی‌ها و کارخانه‌های آبجوسازی ثبت شده‌است را برای طبقه‌بندی مالیاتی مناسب و اطمینان از اینکه محصولات مطابق با آئین‌نامه و قوانین فدرال تولید شده‌اند، بررسی می‌کند.